# Węgrzynowo (Sierpc)
Pour les articles homonymes, voir Węgrzynowo.
Węgrzynowo (prononciation : [vɛŋɡʐɨˈnɔvɔ]) est un village polonais de la gmina de Gozdowo dans le powiat de Sierpc de la voïvodie de Mazovie dans le centre-est de la Pologne.
Le village compte approximativement une population de 140 habitants .

## Histoire
De 1975 à 1998, le village appartenait administrativement à la voïvodie de Płock.

Depuis 1999, il appartient administrativement à la voïvodie de Mazovie